# Hmizate
Hmizate.ma est une entreprise de commerce électronique au Maroc. La société a été fondée en janvier 2011 et est basée à Casablanca, Maroc. La société exerce dans les voyages, activités et loisirs, shopping, livraison de repas a domicile et le paiement mobile.
Après plusieurs années d'existence et un investissement en fonds propre,,, Hmizate a réussi de lever des fonds auprès d'investisseurs internationaux comme Hummingbird Ventures et Mena Venture.

## Histoire
Hmizate a été lancée le 21 janvier 2011 en tant que plate-forme d'achat groupé et s'est développée par la suite pour devenir une place de marché pour les services. Elle compte plus de 2000 commerçants (boutiques, hôtels, restaurants ...) et plus de 600 000 clients à travers le Maroc. En 2017 Hmizate rejoint le top 100 des startup du monde arabe en 2017 par Forbes. 
En mai 2018, la startup a décidé de transformer son business en pivotant son activité vers la fin-tech en combinant tous ses verticaux dans une seule application mobile appelée HmizatePay qui contient un e-wallet et de nouveaux services utiles ainsi qu'un système de fidélité.
En 2018, Hmizate a fait son entrée dans fin-tech et commerce avec le lancement de HmizatePay en combinant son offre existante sous une seule application mobile tout en ajoutant un portefeuille digital « e-Wallet » et de nouveaux services utiles pour la recharge mobile, le paiement des factures, réservation d’hôtels, ticket cinéma ainsi que transfert d'argent entre particulier P2P. La société garde une commission sur chaque transaction via sa plate-forme et vend des services de publicité et du contenu promotionnel payant pour générer des revenus.